# Parauchenoglanis pantherinus
Parauchenoglanis pantherinus är en fiskart som först beskrevs av Pellegrin 1929.  Parauchenoglanis pantherinus ingår i släktet Parauchenoglanis och familjen Claroteidae. IUCN kategoriserar arten globalt som sårbar. Inga underarter finns listade i Catalogue of Life.